# Noble-Contrée
Noble-Contrée är en kommun i distriktet Sierre i kantonen Valais, Schweiz. Kommunen skapades den 1 januari 2021 genom sammanslagningen av de tidigare kommunerna Miège, Venthône och Veyras. Noble-Contrée hade 4 677 invånare (2023).